# 3,5-Xylylmethylcarbamat
3,5-Xylylmethylcarbamat (XMC) ist eine chemische Verbindung aus der Gruppe der Carbamate. 3,5-Xylylmethylcarbamat wurde 1968 von Hokko Chemical Industry und Hodogaya als Insektizid eingeführt. Es wird zur Bekämpfung von Zwerg- und Spitzkopfzikaden im Tee- und Reisanbau verwendet. XMC wirkt durch Hemmung der Acetylcholinesterase. 

## Gewinnung und Darstellung
3,5-Xylylmethylcarbamat kann durch Reaktion von 3,5-Xylenol und Methylisocyanat (oder erst Phosgen und dann Methylamin) gewonnen werden.

## Zulassung
Der Wirkstoff XMC war in der EU nie als Pflanzenschutzmittel zugelassen. Auch in der Schweiz sind keine Pflanzenschutzmittel mit diesem Wirkstoff zugelassen.